# Thomas Bibb
Pour les articles homonymes, voir Bibb.
Thomas Bibb, né le 8 mai 1783 dans le comté d'Amelia (Virginie) et mort le 20 septembre 1839 à Mobile (Alabama), est un homme politique américain. Membre du Parti républicain-démocrate, il est gouverneur de l'Alabama entre 1820 et 1821.